# Thomas Höhne (Erziehungswissenschaftler)
Thomas Höhne (* 1962) ist ein deutscher Erziehungswissenschaftler.

## Leben
Nach der Promotion 2002 in Frankfurt am Main vertrat er von 2005 bis 2007 die Professur für Erziehungswissenschaft mit dem Schwerpunkt Pädagogische Wissensforschung an der Universität Gießen und von 2007 bis 2008 die Professur Schulpädagogik und Didaktik an der Universität Paderborn. 2008 wurde er Professor für Allgemeine Erziehungswissenschaft an der PH Freiburg. 2012 wurde er Professor für Erziehungswissenschaft, insbesondere gesellschaftliche, politische und rechtliche Grundlagen von Bildung und Erziehung an der Helmut-Schmidt-Universität.

## Schriften (Auswahl)
- Pädagogik der Wissensgesellschaft. Bielefeld 2003, ISBN 3-89942-119-1.
- Schulbuchwissen. Umrisse einer Wissens- und Medientheorie des Schulbuches. Frankfurt am Main 2003, ISBN 3-9806569-7-7.
- mit Bruno Schreck: Private Akteure im Bildungsbereich. Eine Fallstudie zum schulpolitischen Einfluss der Bertelsmann-Stiftung am Beispiel von SEIS (Selbstevaluation in Schulen). München 2009, ISBN 978-3-7799-1795-3.
- Ökonomisierung und Bildung. Zu den Formen ökonomischer Rationalisierung im Feld der Bildung. Wiesbaden 2015, ISBN 3-658-08973-3.